# Osteospermum polygaloides
Osteospermum polygaloides es una especie de planta floral del género Osteospermum, tribu Calenduleae, familia Asteraceae. Fue descrita científicamente por L.
Se distribuye por África: Sudáfrica (en la provincia del Cabo).